# Un paria des îles
Un paria des îles (An Outcast of the Islands) est le deuxième roman de Joseph Conrad, publié en 1896. Avec La Folie Almayer et La Rescousse, il forme une trilogie dont il est le deuxième volume dans l’ordre de rédaction.

## Éditions/traductions
- Un paria des îles, traduit par Georges Jean-Aubry, Gallimard, 1937
- Un paria des îles, nouv. trad. par Odette Lamolle, éd. Autrement, 1996

## Adaptation
- 1951 : Le Banni des îles (Outcast of the Islands), film britannique réalisé par Carol Reed, avec Ralph Richardson, Trevor Howard, Robert Morley et Wendy Hiller